# Eustachys uliginosa
Eustachys uliginosa är en gräsart som först beskrevs av Eduard Hackel, och fick sitt nu gällande namn av Wilhelm Guillermo Gustav o Franz Francis Herter. Eustachys uliginosa ingår i släktet Eustachys och familjen gräs. Inga underarter finns listade i Catalogue of Life.